# Acacia hockii
Acacia hockii är en ärtväxtart som beskrevs av De Wild. Acacia hockii ingår i släktet akacior, och familjen ärtväxter. Inga underarter finns listade i Catalogue of Life.